# Drobovice
Obec Drobovice (německy Dobrowitz) se nachází v okrese Kutná Hora, kraj Středočeský, asi 3 km jihovýchodně od Čáslavi. Žije zde 399 obyvatel. Obcí protéká říčka Brslenka, na horním toku nazývaná také Čáslavka, která je levostranným přítokem řeky Doubravy. Z katastru obce je 75% orná půda, jsou zde také ovocné sady.

## Historie
První zmínku o obci nalezneme v historických pramenech v roce 1242.

### Územněsprávní začlenění
Dějiny územněsprávního začleňování zahrnují období od roku 1850 do současnosti. V chronologickém přehledu je uvedena územně administrativní příslušnost obce (osady) v roce, kdy ke změně došlo:
- do 1849 země česká, kraj Čáslav
- 1850 země česká, kraj Pardubice, politický okres Kutná Hora, soudní okres Čáslav[5]
- 1855 země česká, kraj Čáslav, soudní okres Čáslav
- 1868 země česká, politický i soudní okres Čáslav
- 1939 země česká, Oberlandrat Kolín, politický i soudní okres Čáslav[6]
- 1942 země česká, Oberlandrat Praha, politický i soudní okres Čáslav[7]
- 1945 země česká, správní i soudní okres Čáslav[8]
- 1949 Pardubický kraj, okres Čáslav[9]
- 1960 Středočeský kraj, okres Kutná Hora
- 2003 Středočeský kraj, obec s rozšířenou působností Čáslav

### Rok 1932
Ve vsi Drobovice (650 obyvatel, poštovna, telegrafní úřad, telefonní úřad) byly v roce 1932 evidovány tyto živnosti a obchody: družstvo pro rozvod elektrické energie v Drobovicích, 2 hostince, kolář, Všeobecný konsum, kovář, krejčí, mlýn, obuvník, 7 rolníků, obchod se smíšeným zbožím, 2 trafiky, 2 truhláři.

## Pamětihodnosti
- Komenda řádu německých rytířů (zrušená, klášter, archeologické naleziště)

## Doprava
Dopravní síť
- Pozemní komunikace – Okolo zastavěné části obce vede silnice I/38 Jihlava - Havlíčkův Brod - Čáslav - Kolín.

- Železnice – Železniční trať ani stanice na území obce nejsou. Nejbližší železniční stanicí je Čáslav ve vzdálenosti 3 km ležící na trati 230 vedoucí z Kolína do Havlíčkova Brodu a na začátku trati 236 do Třemošnice.

Veřejná doprava 2011
- Autobusová doprava – Z obce vedly příměstské autobusové linky např. do těchto cílů : Adamov, Čáslav, Havlíčkův Brod, Chotěboř, Prachovice, Zbýšov, Žleby (dopravce Veolia Transport Východní Čechy, a. s.).

## Galerie

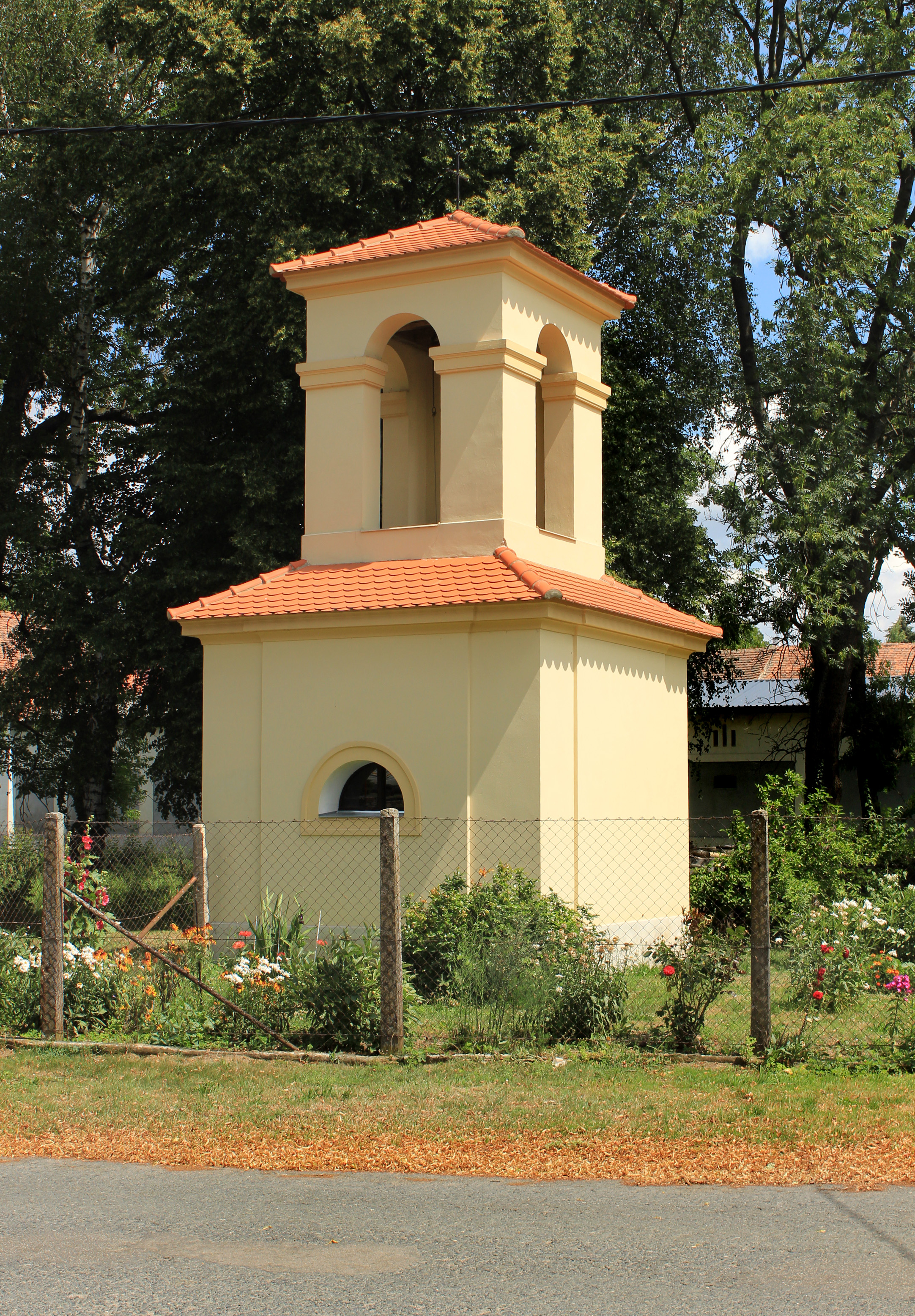
Kaple na návsi
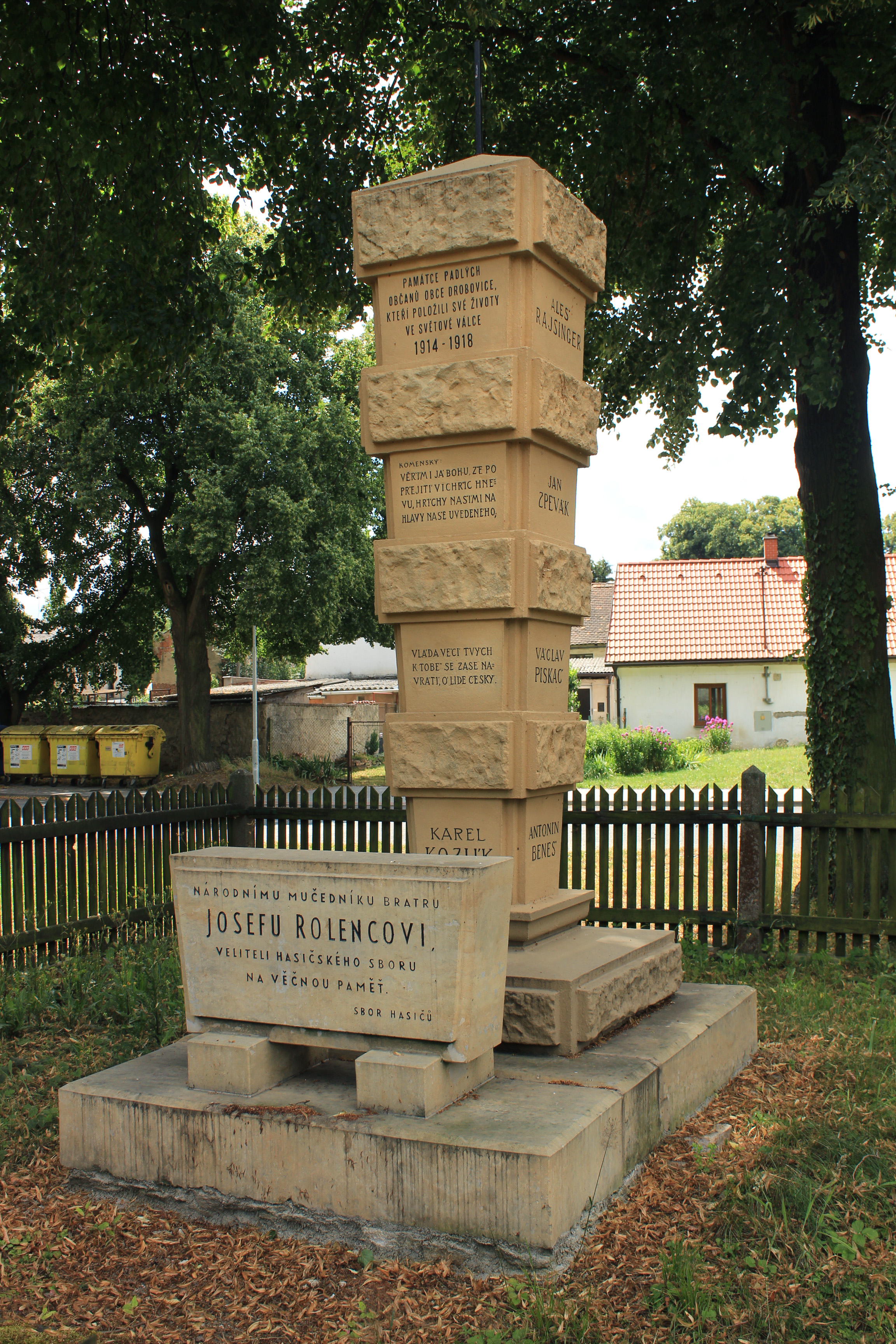
Zajímavě tvarovaný památník
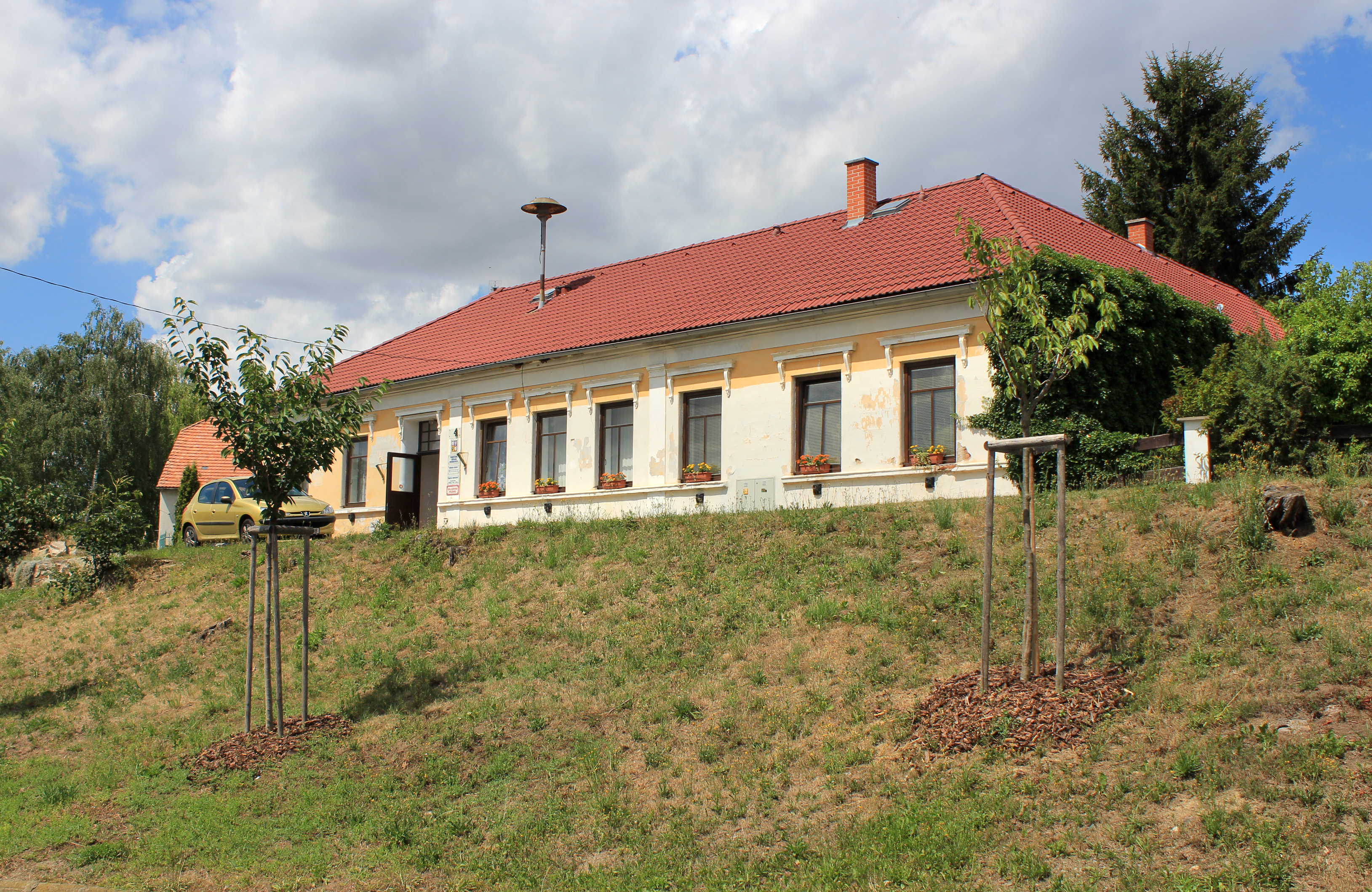
Obecní úřad
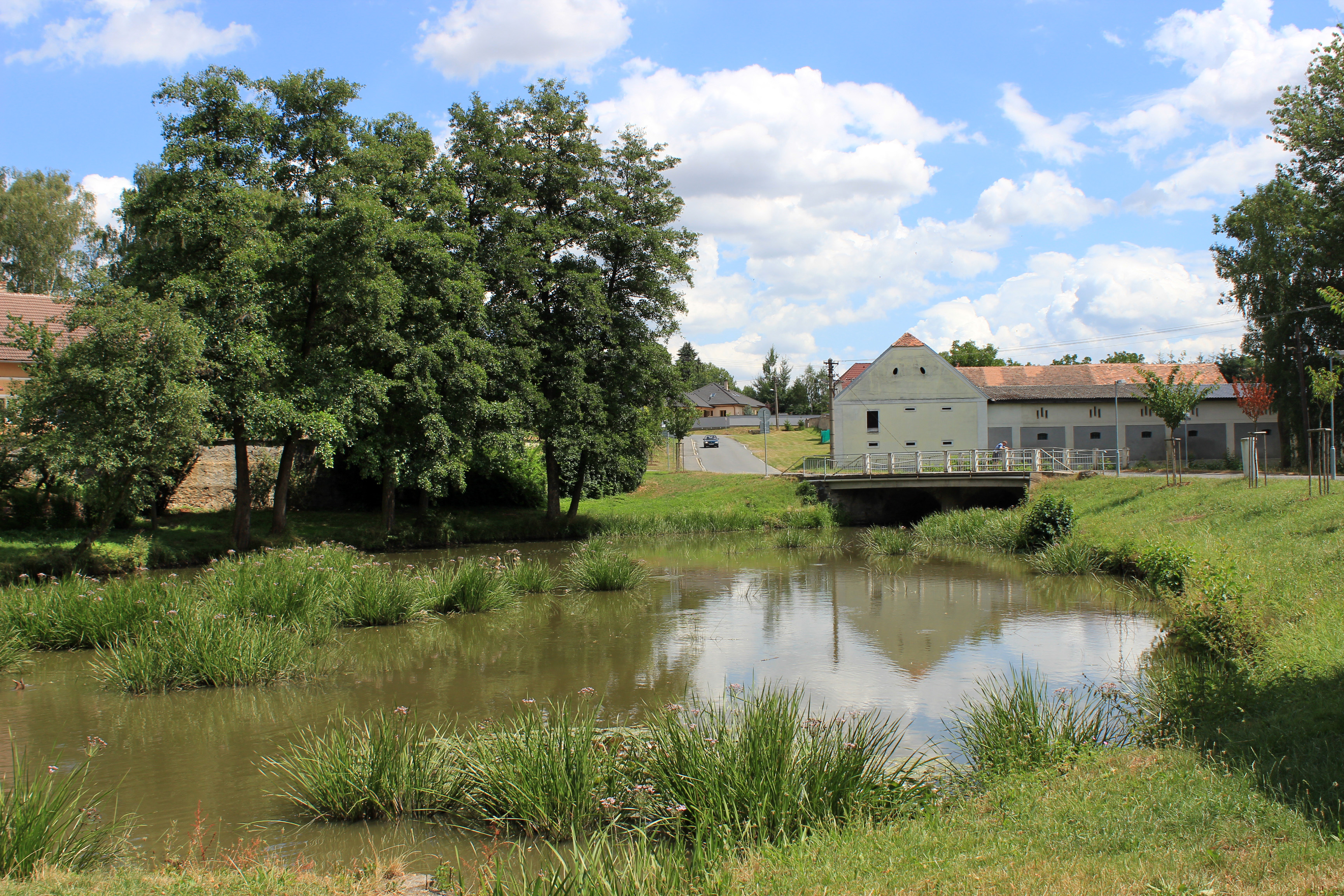
Rybník na říčce Brslence